# Teresa Prata
Teresa Prata (Portugal), realizadora portuguesa conhecida pela adaptação cinematográfica do romance Terra Sonâmbula de Mia Couto.  

## Percurso
Teresa Prata nasceu em Portugal mas cresceu entre Moçambique e o Brasil. 
Regressa a Portugal e forma-se em Biologia na Universidade de Coimbra. É durante este período que realiza a curta Canto Teogónico, distinguida em 1991, com uma Menção Honrosa no Festival Internacional de Cinema da Figueira da Foz. 
Terminado o curso, foi para Berlim tirar o curso argumento e realização na Deutsche Film und Fernsehakademie Berlin. Lá realiza várias curtas e é directora de fotografia na curta Totesang realizada por Clara Lopez Rubio, o que lhe vale o Prémio de Melhor Fotografia, em 1999, no Festival del Cine Experimental de Madrid. 
Em 2007, lança a sua primeira longa-metragem, uma adaptação do romance de Mia Couto, Terra Sonâmbula, para a qual contou com o financimento o Instituto do Cinema e Audiovisual (ICA) e que foi premiada em vários festivais internacionais. 

## Prémios
Teresa Prata foi distinguida pela primeira vez em 1991, no Festival Internacional de Cinema da Figueira da Foz, onde obteve um menção honrosa pela curta Canto Teogónico. 
O seu filme mais premiado é Terra Sonâmbula, a sua primeira longa-metragem. Com ele ganhou dois prémios na edição de 2009, do Festival do Paraná de Cinema Brasileiro Latino, os Prémios de Melhor Filme e Melhor Argumento.  No ano anterior no IndieLisboa com recebeu uma menção especial Amnistia Internacional e o Prémio do Público. 
Para além destes dois festivais, o filme foi também ganhou: o Prémio da Lusofonia no Festival Internacional de Cinema e Vídeo de Vila Nova de Famalicão (FAMAFEST), o Prémio FIPRESCI (em Kerala), Prémio SIGNIS em Milão, o Prémio Save The Children no Festival de Cinema Africano de Verona, o de Melhor argumento no Festival Internacional de Cinema de Bursa (Turquia) entre outros. 

## Filmografia
Entre a sua filmografia encontram-se: 
- 1991 - Canto Teogónico (video-arte)
- 1994 - Uma Questão de Vida ou Morte

- 1999 - Partem Tão Tristes os Tristes (curta-metragem)
- 2007 - Terra Sonâmbula, adaptação do romance homônimo de Mia Couto [11]
- 2011 - Rural Value
- 2012 - Conservação da Abetarda, Sisão e Peneireiro-das-Torres no Baixo Alentejo
- 2016 - Invisible Woods (série documental)
- 2021 - A cidade de Portas, documentário sobre o arquitecto Nuno Portas, co-dirigido com Humberto Kzure [12][13]

## Ligações Externas
- Entrevista a Teresa Prata no programa Fotograma da RTP
- Trailer - A Cidade de Portas
- Trailer - Terra Sonâmbula